# 딕 루드
딕 루드(Dick Rude, 1964년 6월 10일 ~ )는 미국의 배우, 각본가, 영화 감독, 영화 프로듀서이다.
샌타모니카에서 태어났다.

## 영화
- 로드사이드 (1992년)
- 불사신 워커 (1987년)
- 지옥 특급 (1987년)
- 와일드 라이프 (1984년)
- 카멧 나이트 (1984년)
- 리포 맨 (1984년)